# (2376) Martynov
(2376) Martynov est un astéroïde de la ceinture principale.

## Description
(2376) Martynov est un astéroïde de la ceinture principale. Il fut découvert le 22 août 1977 à Naoutchnyï par Nikolaï Tchernykh. Il présente une orbite caractérisée par un demi-grand axe de 3,20 UA, une excentricité de 0,12 et une inclinaison de 3,8° par rapport à l'écliptique.

## Compléments